# Castelo da Mola

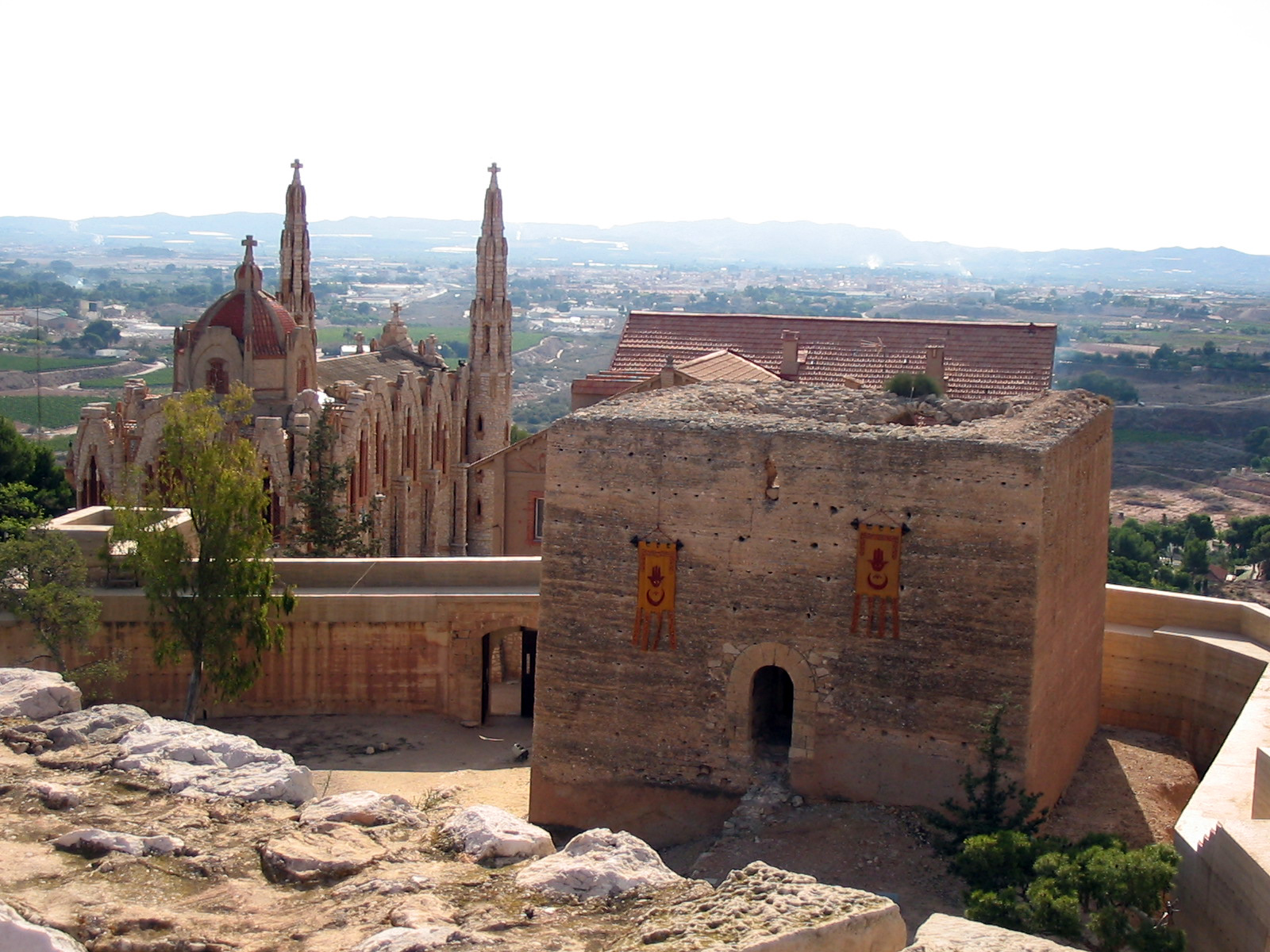
Castelo da Mola, Espanha.

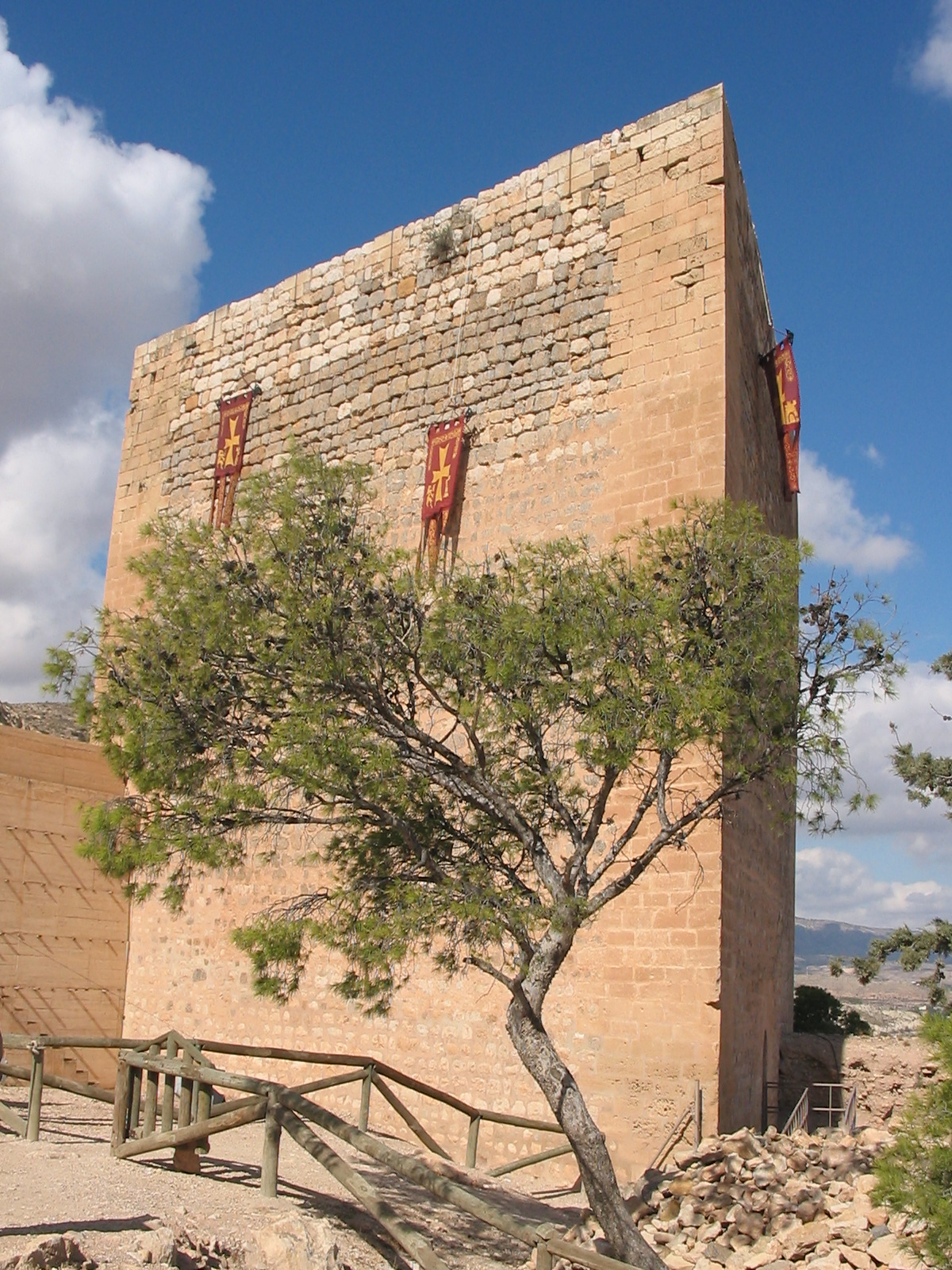
Castelo da Mola, Espanha: Torre dos Três Picos.

O Castelo da Mola localiza-se no município de Novelda, na província de Alicante, comunidade autónoma da Comunidade Valenciana, na Espanha.
No alto de uma elevação, é vizinho ao "Santuario de Santa María Magdalena", a cerca de 4 quilómetros da povoação.

## História
A primitiva ocupação de seu sítio remonta a uma fortificação romana, posteriormente reaproveitada no período muçulmano pelo Califado Almóada, no século XII.
Actualmente encontra-se em ruínas.

## Características
Apresenta planta poligonal, com espessas muralhas. O recinto assim demarcado era acedido por um portão com ombreiras em silharia, rematado em arco de volta perfeita.
Conserva-se uma das torres, de planta quadrada, em taipa. Sem janelas, também é acedida por uma porta encimada por arco de volta perfeita. Em seu interior, uma escada de pedra fazia a comunicação entre os pavimentos.
O elemento mais característico desta fortificação é uma torre de planta triangular, a denominada "Torre dos Três Picos", que se ergue ao fundo da praça de armas, e cuja construção data da primeira metade do século XV. Constitui-se num dos primeiros exemplos de edifício cívico-militar em estilo valenciano em terras Valencianas, sendo única de seu tipo em toda a Europa. É acedida por uma porta encimada por arco de volta perfeita e dividida internamente em dois pavimentos.